# Philippe Presles
Philippe Presles, né le 26 mars 1957, est un médecin, psychothérapeute (TCC, ACT et EMDR) et essayiste français, notamment sur la conscience. Il contribue également par ses prises de position à animer le débat en santé publique (modération de la consommation d’alcool, transparence des données médicales, refondation des études médicales, réduction du risque tabagique grâce à la cigarette électronique). Ethicien et psychothérapeute en thérapie comportementale et cognitive, il a développé la théorie du saut de la conscience selon laquelle les enfants accèdent à la conscience supérieure de l’humanité aux alentours de 5 ans, ce saut étant repérable à six signes caractéristiques.

## Formation et activité
Originaire de Bordeaux, il est diplômé de médecine (université Bordeaux II), de tabacologie (Paris XI), d’éthique de santé (Faculté libre de médecine de Lille), de thérapie comportementale et cognitive (AFTCC), et du MBA d’HEC Paris. Philippe Presles est membre du comité scientifique de SOS Addictions.

## Création du Moi et Théorie du saut de la conscience
Dans son livre Moi – Apprendre à vivre avec son meilleur ami et son pire ennemi, Philippe Presles explique comment l’enfant élabore son Moi comme une construction psychique lui permettant d’accéder à la conscience en se projetant :
- dans le futur pour construire des projets (et se découvrir mortel),
- dans le passé pour accéder à ses souvenirs et construire son histoire,
- dans l’esprit des autres pour subodorer leurs pensées et accéder ainsi à l’humour, au mensonge, aux dilemmes du bien et du mal et à la honte de sa nudité.

Le Moi devient ainsi pour l’enfant un véritable alter ego avec qui s’engage un dialogue intérieur permanent. Ce phénomène survient aux alentours des 5 ans, comme l’a initialement décrit Philippe Presles dans sa théorie du saut de la conscience (Tout ce qui n’intéressait pas Freud).
Une fois conscients, les humains réinterprètent constamment leurs vécus. Cela explique pourquoi ils peuvent, à l’extrême, être malheureux quand tout va bien et heureux quand tout va mal. Être conscients leur donne ainsi le potentiel de privilégier le meilleur dans leurs vies et de se construire de belles histoires et de riches identités. Mais les humains sont tout aussi capables de gâcher leur vie en luttant contre leurs diverses productions psychiques (pensées, sensations et émotions désagréables) et en laissant certains de leurs rôles les dominer. Leur vie peut alors virer au cauchemar ou se rétrécir considérablement. Comment devenir l’ami de son Moi, plutôt que son ennemi, devient une question clé.

## Prises de position

### Pour une consommation très modérée de vin
En 2006 il publie avec le Dr Catherine Solano, Prévenir – Cancer, Alzheimer, infarctus essai dans lequel ils remettent en cause le « paradoxe français » : si les Français meurent moins d’infarctus que les habitants d’autres pays occidentaux, ce n’est pas parce qu’ils sont protégés par leur consommation plus élevée de vin, mais parce que les hommes français meurent prématurément d’autres causes (cancers et accidents liés à une consommation excessive d’alcool). Ils contestent ainsi l’adage selon laquelle le vin serait du velours pour les artères à raison de 3 verres par jour pour les hommes et 2 verres par jour pour les femmes. Ces doses étant des moyennes établies sur des courbes de mortalité, elles ne sont profitables qu’à la moitié de la population (écart type inférieur) et dommageables à l’autre moitié (écart type supérieur). La dose statistiquement bonne pour la majorité serait d’un verre de vin par jour (en gardant un jour par semaine sans alcool).

### Transparence des données médicales
Il est essentiel, tant pour les médecins, patients que pour les autorités publiques, de pouvoir disposer du classement des hôpitaux. C’est notamment dans ce but que le recueil des actes réalisés par les hôpitaux a été mis en place en France en 1983 par Jean de Kervasdoué, puis généralisé à partir de 1995 (Programme de médicalisation du système d’information ou PMSI). Le premier palmarès est publié par Sciences et avenir en 1998, et celui du Point en 2001. Après avoir travaillé sur le PMSI à la Sanesco, Philippe Presles s’associe à Mohammed Qafli pour publier le premier palmarès mixte, public-privé, dans Le Nouvel Obs en 2008. Leur dernier palmarès publié avec L’Express en 2015 innove en mettant en avant les actes les plus réalisés dans les services de pointe.

### Pour une refondation des études médicales
A l'initiative de Philippe Presles, 12 médecins ont   lancé en 2010 un appel pour une refondation des études médicales. Le but déclaré est d'intégrer les  progrès de la médecine dans la formation initiale des médecins, afin de repenser la médecine de ville  pour la rendre de nouveau attractive pour les jeunes médecins et éviter la création de déserts médicaux en France. Ils demandent que l'apprentissage de l'examen clinique dans sa globalité soit organisé dès la 2e année, sous forme de travaux pratiques. Il porterait aussi sur l'acquisition des techniques complémentaires simples, pouvant être réalisées partout, comme l'électrocardiogramme, le doppler (de poche), la spirométrie, l'otoscopie, etc. La pratique de l'échographie deviendrait la base de l'enseignement de l'anatomie qui serait orienté vers l'anatomie en coupes, améliorant ainsi la lecture des imageries standard.

### Réduction du risque tabagique grâce à la cigarette électronique
Tabacologue, Philippe Presles fait le constat  que de nombreux fumeurs arrêtent de fumer facilement grâce à la cigarette électronique et certains sans même s’en rendre compte. Quelle est la différence avec les autres substituts nicotiniques ? Quand le cerveau a besoin de nicotine, il pousse le fumeur à fumer quand il utilise des patch ou des gommes, tandis qu’avec la cigarette électronique, il pousse le fumeur à vapoter. De ce fait le sevrage tabagique devient beaucoup plus facile et se fait sur le mode de l’exploration d’un nouveau plaisir. Et il s’agit d’un véritable substitut nicotinique, infiniment moins dangereux que le tabac, car sans combustion du tabac, donc sans goudrons (cancers), sans monoxyde de carbone (Infarctus du myocarde, attaque cérébrale) et sans particules fines solides (insuffisances respiratoires par BPCO) à l’instar des snus suédois. Pourtant la cigarette électronique va rencontrer beaucoup de résistances. Pour s’opposer à cette tendance, Philippe Presles a organisé, le 7 octobre 2013, un appel pour la reconnaissance médicale de la cigarette électronique dans le sevrage tabagique réunissant 10 médecins, puis plus de 100, de toutes les spécialités. Cet appel a été à l’origine du refus des députés européens de voter le premier projet de directive concernant la cigarette électronique en 2013. Mais finalement l’Europe imposera, dans la directive 2014/40/UE sur les produits du tabac un cadre législatif très contraignant pour la cigarette électronique. Le gouvernement britannique publiera pourtant en août 2015 un rapport commissionné par le Public Health England qui fait de la cigarette électronique le principal moyen de lutte pour la réduction du risque tabagique en Grande-Bretagne.